# 스테파니 코트니
스테파니 코트니(Stephanie Courtney, 1970년 2월 8일 ~ )는 미국의 배우, 텔레비전 배우, 성우, 영화배우이다.

## 영화
- 걸프렌즈 데이 (2017년)
- 프레드 2: 나이트 오브 더 리빙 프레드 (2011년) - 케빈 엄마 역
- 프레드: 더 무비 (2010년)
- 케이브멘 (2007년)
- 하트브레이크 키드 (2007년) - 게일라 역
- 못말리는 형제들 (2007년)
- 블레이즈 오브 글로리 (2007년)
- 매드 맨 1 (2007년)
- 포 유어 컨시더레이션 (2006년)
- 컴백 (2005년) - 캐롤라이나 역